# ليزاردو رودريغيز نوي
ليزاردو رودريغيز نوي (بالإسبانية: Lizardo Rodríguez Nue)‏ (30 أغسطس 1910 – تاريخ الوفاة غير معلوم) لاعب كرة قدم بيروفي راحل كان يجيد اللعب في خط الهجوم .
لعب طوال مسيرته الرياضية في نادي أليانزا ليما . شارك مع منتخب بيرو في بطولة كأس العالم 1930 في الأوروغواي كما شارك في بطولة كأس أمريكا الجنوبية 1935 .

## وصلات خارجية
- ليزاردو رودريغيز نوي على موقع الاتحاد الدولي (مؤرشف)  (الإنجليزية)
- ليزاردو رودريغيز نوي على موقع ناشيونال فوتبول تيمز (الإنجليزية)
- ليزاردو رودريغيز نوي على موقع Soccerway.com (الإنجليزية)
- ليزاردو رودريغيز نوي على موقع عالم كرة القدم.نت (الإنجليزية)

- هذا السيرة الذاتية